# Conferința de Vest (NBA)
Conferința de Vest este una dintre cele două conferințe care alcătuiesc National Basketball Association (NBA), cealaltă fiind Conferința de Est. Ambele conferințe sunt formate din 15 echipe organizate în trei divizii.

## Echipe
| Echipa                 | Divizia   | Localizare                | An           | La                |
| Echipa                 | Divizia   | Localizare                | Alăturat     | Alăturat          |
| ---------------------- | --------- | ------------------------- | ------------ | ----------------- |
| Dallas Mavericks       | Southwest | Dallas, Texas             | 1980–prezent | —†                |
| Denver Nuggets         | Northwest | Denver, Colorado          | 1976–prezent | ABA               |
| Golden State Warriors  | Pacific   | San Francisco, California | 1970–prezent | Divizia de Vest   |
| Houston Rockets        | Southwest | Houston, Texas            | 1970–prezent | Divizia de Vest   |
| Los Angeles Clippers   | Pacific   | Los Angeles, California   | 1978–prezent | Conferința de Est |
| Los Angeles Lakers     | Pacific   | Los Angeles, California   | 1970–prezent | Divizia de Vest   |
| Memphis Grizzlies      | Southwest | Memphis, Tennessee        | 1995–prezent | —†                |
| Minnesota Timberwolves | Northwest | Minneapolis, Minnesota    | 1989–prezent | —†                |
| New Orleans Pelicans   | Southwest | New Orleans, Louisiana    | 2004–prezent | Conferința de Est |
| Oklahoma City Thunder  | Northwest | Oklahoma City, Oklahoma   | 1970–prezent | Divizia de Vest   |
| Phoenix Suns           | Pacific   | Phoenix, Arizona          | 1970–prezent | Divizia de Vest   |
| Portland Trail Blazers | Northwest | Portland, Oregon          | 1970–prezent | —†                |
| Sacramento Kings       | Pacific   | Sacramento, California    | 1972–prezent | Conferința de Est |
| San Antonio Spurs      | Southwest | San Antonio, Texas        | 1980–prezent | Conferința de Est |
| Utah Jazz              | Northwest | Salt Lake City, Utah      | 1979–prezent | Conferința de Est |

### Foste echipe
| Echipa            | Localizare                | An       | De la             | An     | La                | Conferința actuală |
| Echipa            | Localizare                | Alăturat | Alăturat          | Plecat | Plecat            | Conferința actuală |
| ----------------- | ------------------------- | -------- | ----------------- | ------ | ----------------- | ------------------ |
| Charlotte Hornets | Charlotte, North Carolina | 1989     | Conferința de Est | 1989   | Conferința de Est | Conferința de Est  |
| Chicago Bulls     | Chicago, Illinois         | 1970     | Divizia de Vest   | 1979   | Conferința de Est | Conferința de Est  |
| Detroit Pistons   | Detroit, Michigan         | 1970     | Eastern Division  | 1977   | Conferința de Est | Conferința de Est  |
| Indiana Pacers    | Indianapolis, Indiana     | 1976     | ABA               | 1978   | Conferința de Est | Conferința de Est  |
| Miami Heat        | Miami, Florida            | 1988     | —†                | 1988   | Conferința de Est | Conferința de Est  |
| Milwaukee Bucks   | Milwaukee, Wisconsin      | 1970     | Eastern Division  | 1979   | Conferința de Est | Conferința de Est  |
| Orlando Magic     | Orlando, Florida          | 1990     | Conferința de Est | 1990   | Conferința de Est | Conferința de Est  |

Note
- † denotă o echipă de expansiune.
- denotă o echipă care fuzionat din American Basketball Association (ABA).

### Cronologia echipei
|  | Indică echipa care se află în prezent la conferință |
|  | Indică echipa care a părăsit conferința             |

## Campioanele Conferinței de Vest
| Aldin | Echipa câștigătoare a Finalei NBA                                                    |
| ^     | A avut sau a egalat pentru cel mai bun record al sezonului regulat pentru acel sezon |

| Sezon | Echipa                 | Statistici |
| ----- | ---------------------- | ---------- |
| 1970  | Milwaukee Bucks^       | 66–16      |
| 1971  | Los Angeles Lakers^    | 69–13      |
| 1972  | Los Angeles Lakers     | 60–22      |
| 1973  | Milwaukee Bucks^       | 59–23      |
| 1974  | Golden State Warriors  | 59–23      |
| 1975  | Phoenix Suns           | 52–30      |
| 1976  | Portland Trail Blazers | 49–33      |
| 1977  | Seattle SuperSonics    | 46–36      |
| 1978  | Seattle SuperSonics    | 52–30      |
| 1979  | Los Angeles Lakers     | 60–22      |
| 1980  | Houston Rockets        | 40–42      |
| 1981  | Los Angeles Lakers     | 57–25      |
| 1982  | Los Angeles Lakers     | 58–24      |
| 1983  | Los Angeles Lakers     | 54–28      |
| 1984  | Los Angeles Lakers     | 62–20      |
| 1985  | Houston Rockets        | 51–31      |
| 1986  | Los Angeles Lakers^    | 65–17      |
| 1987  | Los Angeles Lakers^    | 62–20      |
| 1988  | Los Angeles Lakers     | 57–25      |
| 1989  | Portland Trail Blazers | 59–23      |
| 1990  | Los Angeles Lakers     | 58–24      |
| 1991  | Portland Trail Blazers | 57–25      |
| 1992  | Phoenix Suns^          | 62–20      |
| 1993  | Houston Rockets        | 58–24      |
| 1994  | Houston Rockets        | 47–35      |
| 1995  | Seattle SuperSonics    | 64–18      |
| 1996  | Utah Jazz              | 64–18      |
| 1997  | Utah Jazz^             | 62–20      |
| 1998  | San Antonio Spurs^     | 37–13      |
| 1999  | Los Angeles Lakers^    | 67–15      |
| 2000  | Los Angeles Lakers     | 56–26      |
| 2001  | Los Angeles Lakers     | 58–24      |
| 2002  | San Antonio Spurs^     | 60–22      |
| 2003  | Los Angeles Lakers     | 56–26      |
| 2004  | San Antonio Spurs      | 59–23      |
| 2005  | Dallas Mavericks       | 60–22      |
| 2006  | San Antonio Spurs      | 58–24      |
| 2007  | Los Angeles Lakers     | 57–25      |
| 2008  | Los Angeles Lakers     | 65–17      |
| 2009  | Los Angeles Lakers     | 57–25      |
| 2010  | Dallas Mavericks       | 57–25      |
| 2011  | Oklahoma City Thunder  | 47–19      |
| 2012  | San Antonio Spurs      | 58–24      |
| 2013  | San Antonio Spurs^     | 62–20      |
| 2014  | Golden State Warriors^ | 67–15      |
| 2015  | Golden State Warriors^ | 73–9       |
| 2016  | Golden State Warriors^ | 67–15      |
| 2017  | Golden State Warriors  | 58–24      |
| 2018  | Golden State Warriors  | 57–25      |
| 2019  | Los Angeles Lakers     | 52–19      |
| 2021  | Phoenix Suns           | 51–21      |
| 2022  | Golden State Warriors  | 53–29      |
| 2023  | Denver Nuggets         | 53–29      |
| 2024  | Dallas Mavericks       | 50–32      |